# Jean Gilles (General)

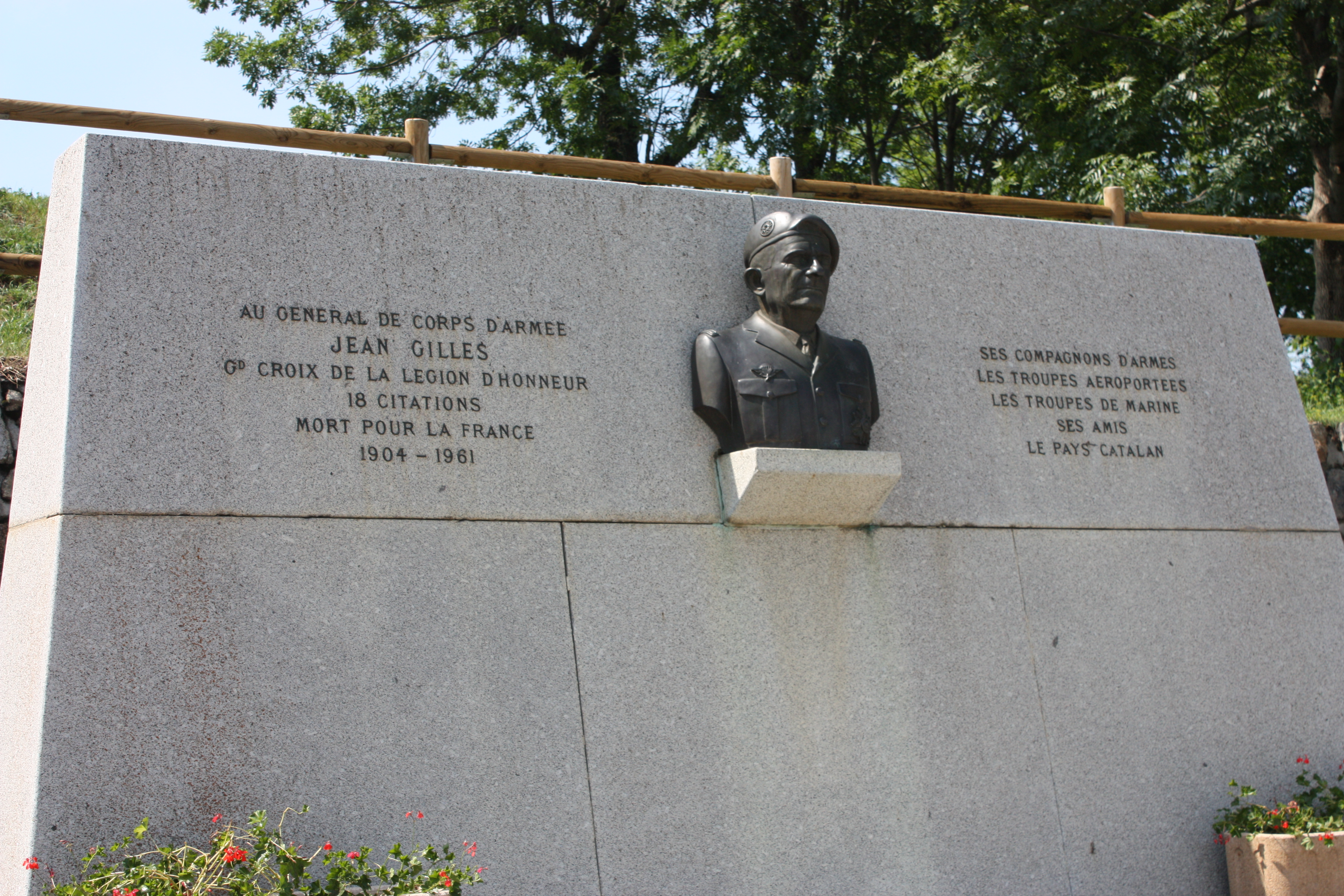
Gilles Ehrenmal

Jean Gilles (* 14. Oktober 1904 in Perpignan; † 10. August 1961 in Mont-Louis) war ein französischer Général de corps d’armée. Er diente im Generalsrang während des Indochinakriegs und des Algerienkriegs.

## Leben
Gilles Vater wurde als Hauptmann 1914 während des Ersten Weltkriegs getötet. Seine schulische Ausbildung absolvierte er an der Militärschule und besuchte die Militärschule Saint-Cyr. Nach Abschluss der Akademie diente er als Offizier in einem Kamelkavallerieverband im Rifkrieg in Marokko. Während des Zweiten Weltkriegs wurde Gilles von den Streitkräften des Vichy-Regimes 1942 demobilisiert. Beim Versuch sich über Spanien dem Freien Frankreich anzuschließen wurde er dort interniert aber schließlich aus gesundheitlichen Gründen freigelassen. Er wurde schließlich auf Elba sowie in Südfrankreich und Süddeutschland eingesetzt.
1949 wurde Gilles den Fallschirmjägern zugeteilt. Während des Indochinakriegs kommandierte Jean Gilles die erfolgreiche Verteidigung von Na San. Infolgedessen wurde er zum General befördert. Er befehligte ebenso die ersten Fallschirmjäger die über Dien Bien Phu absprangen. Er gab dieses Kommando jedoch an Christian Marie de Castries ab. Gilles nahm an der Besetzung des Suezkanals im Rahmen der Suezkrise teil. Gilles kommandierte die französischen Einheiten um Constantine im Algerienkrieg. Einer von Gilles Söhnen wurde 1961 in diesem Krieg getötet. Gilles starb am 10. August desselben Jahres an einem Herzinfarkt.

## Auszeichnungen
- Großkreuz der Ehrenlegion
- Croix de guerre 1939–1945,
- Croix de guerre des Théâtres d'opérations extérieurs,
- Croix de la Valeur militaire,
- Médaille des évadés,
- Médaille de l'aéronautique,
- Croix du combattant,
- Médaille coloniale
- Ritter des Ordens des Drachen von Annam
- Kommandeur des Ordens vom Schwarzen Stern
- Croix de la Vaillance Vietnamienne,
- Distinguished Service Cross (USA),
- Großoffizier der Nationalorden (Vietnam),
- Großoffizier des Ouissam Alaouite
- Großoffizier des Nischan el Iftikhar
- Ordre du Mérite civil Taï
- Kommandeur des Königlichen Ordens von Kambodscha
- Médaille de la paix au Maroc,
- Gestorben für Frankreich